# Жёлчный гриб
Жёлчный гриб, же́лчный гриб (лат. Tylopílus félleus) — трубчатый гриб рода Тилопил (Tylopilus) семейства Болетовые (Boletaceae). Из-за горького вкуса несъедобен.
Синонимы
- Русские: горчак, ложный белый гриб
- Латинские:
  - Boletus felleus Bull., 1788 basionym

## Описание
Диаметр шляпки составляет 4—10 см (до 15 см), шляпка имеет полушаровидную, позже округло-подушковидную или распростёртую форму, на ощупь сухая, тонко-волокнистая, опушённая или бархатистая, затем гладкая, в сырую погоду немного клейкая, цвет шляпки — жёлто-коричневый, жёлто-буроватый, светло-буроватый, серо-охряный, серовато-коричневый, реже каштаново-коричневый или тёмно-бурый.
Мякоть белая, краснеет или не меняет цвет на срезе, горькая на вкус, без особого запаха, почти никогда не червивеет.
Трубчатый слой приросший у ножки, трубочки белые, позднее розовые или грязно-розовые, имеют длину до 2 см, поры округлые или угловатые, гранёные, мелкие, при надавливании краснеют или буреют.
Ножка 3—12,5 см высотой и 1,5—3 см толщиной, цилиндрическая или булавовидная, вздутая книзу, волокнистная, цвет кремово-охряный, желтоватый, охряно-жёлтый или жёлто-коричневый, вверху беловатый или сливочно-жёлтый, с ярко выраженной сеточкой бурого, тёмно-коричневого или даже черноватого цвета.
Споровый порошок розоватый, розовый, розовато-коричневый. Споры 10—15×4—5 мкм, эллипсоидно-веретеновидные, бесцветные или немного серо-розоватые, гладкие.

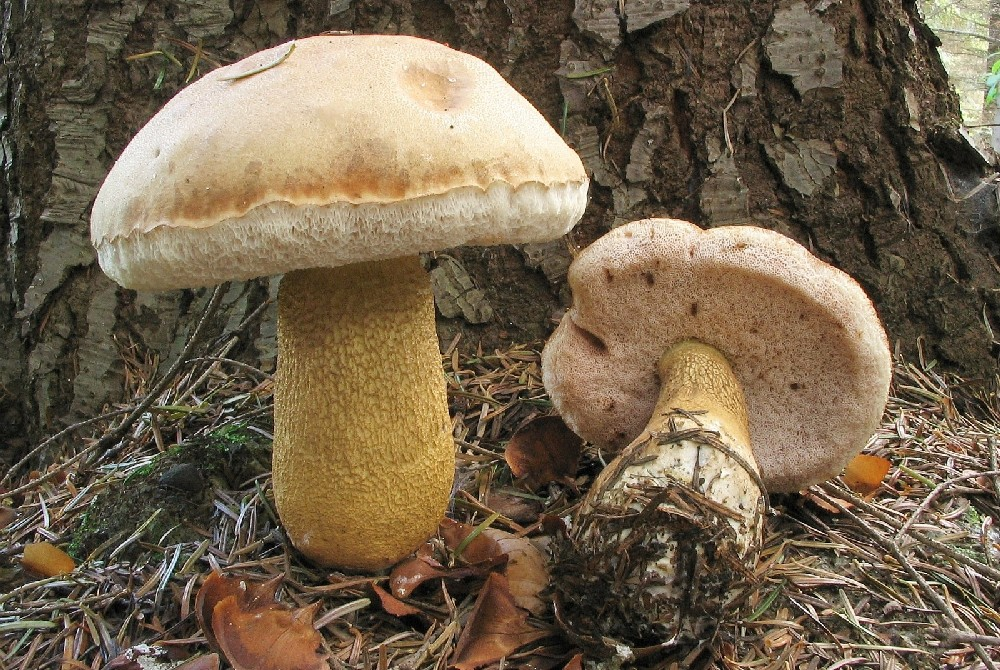
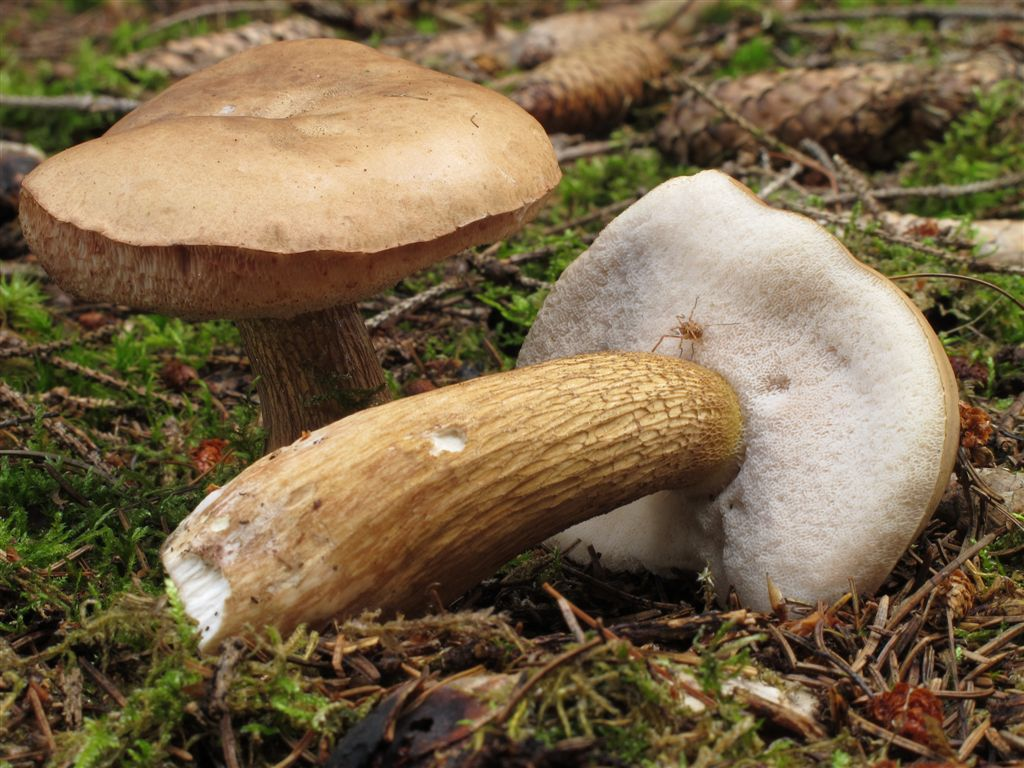
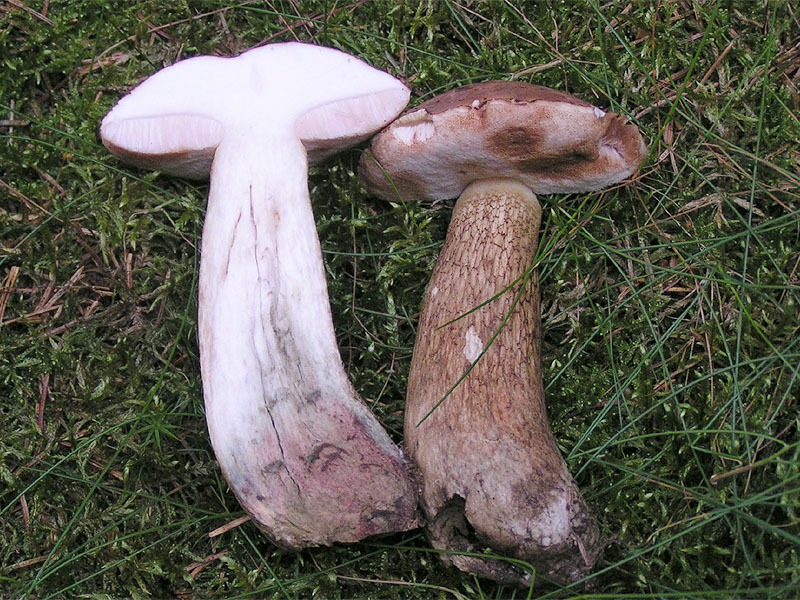
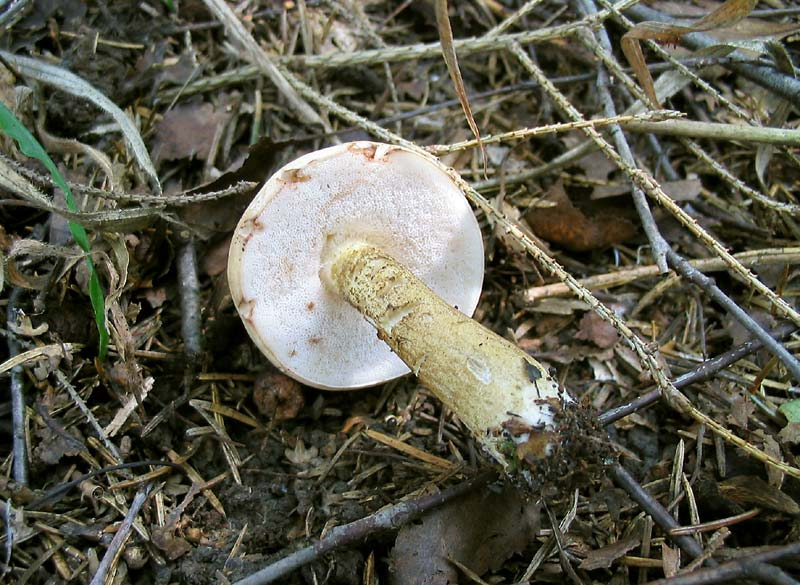

### Изменчивость
Существует разновидность Tylopilus felleus var. alutarius (Fr.) P. Karst. 1882, у которого сырая мякоть имеет приятный сладковатый вкус, однако при готовке горечь всё равно появляется. Отличается более светлой шляпкой и почти гладкой ножкой.

## Экология и распространение
Образует микоризу с хвойными и лиственными деревьями. Чаще встречается в хвойных лесах на кислых плодородных почвах, часто у оснований деревьев, иногда на прогнивших пнях. Космополит, растёт в лесах на всех континентах. Встречается часто, плодовые тела появляются одиночно или небольшими группами. 

Сезон: июнь — октябрь.

## Сходные виды
Молодой жёлчный гриб с ещё неокрашенными порами можно спутать с белым грибом и другими боровиками (боровик сетчатый, боровик бронзовый), иногда его путают с подберёзовиками. Отличается от подберёзовиков отсутствием чешуек на ножке, от боровиков тёмной сеточкой (у боровиков сеточка светлее основной окраски ножки).

## Применение
Жёлчный гриб несъедобен из-за горького вкуса. При готовке горечь не исчезает, а наоборот, усиливается. 
Возможно применение в медицине: гриб, содержащий специфические горечи, был предложен в качестве желчегонного средства.